# Sabato (nome)
Sabato  è un nome proprio di persona italiano maschile.

## Varianti
- Maschili: Sabbazio[2][3]
  - Alterati: Sabatino[1][2][4][5], Sabbatino[3][5], Sabadino[2][3], Sabbadino[2][4][5]
- Femminili: Sabata[2], Sabbazia[2]
  - Alterati: Sabatina[1][2], Sabbatina[3], Sabadina[2], Sabbadina,[2] Sabide,[5] Sabidusse[5]

## Origine e diffusione
Riprende il nome del sabato e, quando non si trattava di un nome tipico delle comunità ebraiche, era tradizionalmente dato ai bambini nati in tal giorno. Etimologicamente deriva, tramite il latino sabbatu e il greco σάββατον (sabbaton), dall'ebraico שַׁבָּת (shabbat, "giorno di riposo", in riferimento al fatto che, secondo la Genesi, il sabato è il giorno in cui Dio riposò dopo la creazione).
Il nome non è molto diffuso, ed è attestato principalmente nelle forme maschili; i diminutivi Sabatino e Sabatina sono tipicamente toscani.

## Onomastico
Nessun santo porta il nome "Sabato", che è quindi adespota; l'onomastico si può festeggiare il 1º novembre, festa di Ognissanti, oppure in altre date tra cui il 19 settembre, memoria di un san Sabazio, martire ad Antiochia, o il giorno del sabato santo. Nella zona di Napoli cade tradizionalmente il 5 dicembre, per assonanza con san Saba, di cui ricorre la commemorazione liturgica.

## Persone

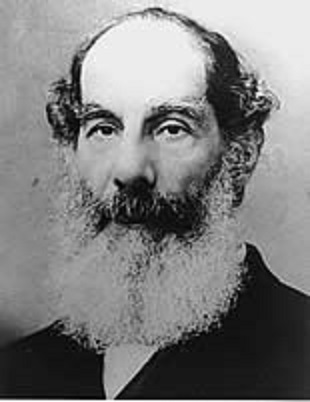
Sabato Morais

- Sabato Malinconico, magistrato italiano
- Sabato Martelli Castaldi, generale, antifascista e partigiano italiano
- Sabato Morais, rabbino, teologo ed educatore italiano naturalizzato statunitense
- Sabato Visco, fisiologo e politico italiano

### Variante Sabatino
- Sabatino Aracu, imprenditore e politico italiano
- Sabatino de Ursis, gesuita, ingegnere e astronomo italiano
- Sabatino Lopez, drammaturgo e critico letterario italiano
- Sabatino Moscati, archeologo italiano